# میدوی (در نزدیکی پلیزنت پلیس)، شهرستان وایت، آرکانزاس
میدوی (به انگلیسی: Midway) یک منطقهٔ مسکونی در ایالات متحده آمریکا است که در شهرستان وایت، آرکانزاس واقع شده‌است. میدوی ۱۸۵٫۰۲ متر بالاتر از سطح دریا واقع شده‌است.